# Insubmersibilitate

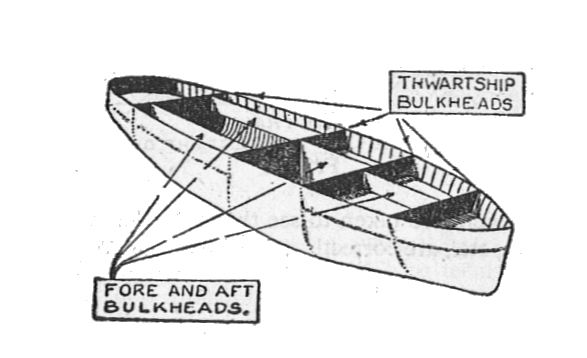
Compartimentarea carenei unui vas pentru evitarea scufundării (conform Seaman's Pocket-Book, 1943)

Insubmersibilitatea este capacitatea unei nave de a-și păstra proprietățile de plutire (flotabilitatea) și, parțial, calitățile de navigație în anumite condiții grele și/sau anormale, în special cu unul sau mai multe compartimente inundate.
Insubmersibilitatea, care mai poartă și denumirea de  nescufundabilitate , este asigurată în anumite limite, prin compartimentare cu ajutorul pereților transversali etanși și prin crearea unei rezerve de flotabilitate determinată de înălțimea bordului liber.
Regulile privind rezolvarea acestor condiții în construcția navelor sunt stabilite prin convențiile internaționale referitoare la ocrotirea vieții umane pe mare și liniile de încărcare și bordul liber. În realitate, insubmersibilitatea este o noțiune mult mai cuprinzătoare care privește întregul complex al calităților constructive și de navigație ale navei (rezistență, flotabilitate, stabilitate etc.) cât și pregătirea profesională a echipajului care deservește nava.
În ultimă instanță, după asigurarea unei capacități de insubmersibilitate maxime prin respectarea tuturor regulilor de construcție, hotărâtoare rămâne calitatea personalului de exploatare (comandantul și echipajul) care trebuie să știe să ferească nava de accidente ce o pot duce la scufundare și să utilizeze la nevoie toate mijloacele de care dispune nava prin construcție și prin dotare, spre a o menține în stare de plutire.